# 张文喜 (1971年)
张文喜（英語：Eric TEO Boon Hee，1971年—），新加坡外交官，现任新加坡驻韩国大使。

## 生平
1996年，张文喜自新加坡国立大学毕业，获得文学学士学位。2005年在美国约翰斯·霍普金斯大学获得国际公共政策硕士学位。2010年自北京大学管理课程毕业。已婚，育有一子一女。

### 外交工作
1996年，张文喜进入新加坡外交部工作。1999年至2002年，任驻日本大使馆一秘。2007年至2010年，任新加坡驻台北商务办事处副代表。2011年至2014年，任驻中国大使馆副馆长兼公使衔参赞。2014年8月至2019年5月，任外交部东北亚司司长。2019年7月25日，被任命为驻韩国大使（兼驻蒙古）。

## 荣誉

### 新加坡勋章奖章
- 公共行政（银）奖章（英语：Pingat Pentadbiran Awam）（2019年颁发[3]）
- 长期服务奖章（英语：Pingat Bakti Setia）（2019年颁发[3]）

### 外国勋章奖章
- 修交勋章光化章（韩国，2020年11月3日批准[4]，2021年3月31日于首尔颁发）